# Ternet Ninja 2
Ternet Ninja 2 er en dansk familiefilm der havde premiere den 19. august 2021 instrueret af Anders Matthesen og Thorbjørn Christoffersen. Det er efterfølgeren til Ternet Ninja fra 2018, som er baseret på Matthesens børnebog af samme navn. 
Filmen fik gode anmeldelser ved premieren.
Filmen modtog en Robert for årets børne- og familiefilm samt prisen for Årets Film ved Zulu Awards i 2022.
En tredje film, Ternet Ninja 3 blev annonceret i 2023, hvor Anders Matthesen og Thorbjørn Christoffersen vendte tilbage som instruktører, og Trine Heidegaard og Anders Mastrup vender tilbage som producere. Filmen er planlagt til at blive udgivet i Danmark den 21. august 2025.

## Handling
Ternet Ninja vender tilbage – i et nyt hylster. Den kyniske legetøjsgigant Phillip Eberfrø er ved at slippe for straf, og uskyldige børn er i fare. Jagten på hævn og retfærdighed genoptages sammen med 13-årige Aske. De to flankeres af både Sirene og Askes papfar Jørn, der går all in på sin nyeste opfindelse: en fordøjelsesapp. Evigt lækkersultne Sune er også med – og selvfølgelig Askes (uundværlige) onkel Stewart, der som altid spreder hygge i familien.

## Medvirkende
- Anders Matthesen som Ternet Ninja, Stewart Stardust og alle resterende roller.
- Louis Næss-Schmidt som Aske
- Emma Sehested Høeg som Jessica Eberfrø

## Soundtrack
Anders Matthesen har skrevet alle sange.
| #  | Titel               | Længde |
| -- | ------------------- | ------ |
| 1. | "Next Level"        | 1:37   |
| 2. | "Tre Prikker"       | 2:41   |
| 3. | "Bad Boy"           | 2:56   |
| 4. | "Glutenfri"         | 4:27   |
| 5. | "På Vej"            | 2:16   |
| 6. | "Halli Halløj 2,0"  | 2:32   |
| 7. | "Honey Bee"         | 1:05   |
| 8. | "Gi' Den Lidt Thai" | 3:28   |

## Modtagelse
Ternet Ninja 2 solgte på fire dage i premiereweekenden 246.684 billetter i biografen (inkl. snigpremierebilletter). Filmen har dermed den bedst sælgende premiereweekend i Danmark nogensinde. Filmen slog også rekord som bedst sælgende film på én dag ved at sælge 68.000 biografbilletter lørdag i premiereweekenden - 2 dage efter udgivelsen.
Filmen fik gode anmeldelser ved udgivelsen. Filmmagasinet Ekko og BT gav begge fem ud af seks stjerner.